# Колвил (езеро)
Езерото Колвил (на английски: Colville Lake) е 20-о по големина езеро в Северозападните територии на Канада. Площта му, заедно с островите в него е 455 км2, която му отрежда 105-о място сред езерата на Канада. Площта само на водното огледало е 452 км2. Надморската височина на водата е 245 м.
Езерото се намира в северната част на Северозападните територии на Канада, на 102 км северозападно от залива Смит Арм на Голямото Мече езеро. Колвил има овална форма, като дължината му от югоозапад на североизток е 37 км, а максималната му ширина от северозапад на югоизток — 24 км. Езерото Буа е второ по-големина от групата езера (Буа, Колвил, Обри, Бело и Монуар), разположени северозападно от Голямото Мече езеро
Колвил за разлика от повечето от канадските езера е със слабо разчленена брегова линия без характерните заливи, полуострови, протоци и острови с обща площ от 3 км2.
От северния му ъгъл изтича река, принадлежаща към басейна на река Андерсън, вливаща се в залива Ливърпул на море Бофорт.
На южния бряг на езерото има индианско селище Колвил Лейк (147 души, 2009 г.), в близост до което има малко, сезонно функциониращо летище.